# Вільне місто Любек
53°52′11″ пн. ш. 10°41′11″ сх. д. / 53.869722° пн. ш. 10.686389° сх. д.
Вільне і ганзейське місто Любек (нім. Freie und Hansestadt Lübeck, Lybæk) було містом-державою з 1226 до 1937, зараз це німецькі землі Шлезвіг-Гольштейн і Мекленбург-Передня Померанія.